# Lucyna Hoszowska
Lucyna Hoszowska (ur. 1940 w Łodzi, zm. 14 października 2016) – polska dziennikarka.

## Życiorys
Ukończyła studia historyczne na Wydziale Filozoficzno-Historycznym Uniwersytetu Łódzkiego oraz dziennikarstwo na Uniwersytecie Warszawskim, w trakcie których związana była ze Studenckim Teatrem Satyrycznym „Pstrąg”, w którym grała i śpiewała. Od 1966 pracowała w „Dzienniku Łódzkim”, w którym została szefową działu kulturalnego. To samo stanowisko piastowała w „Expressie Ilustrowanym”, w którym pracowała od 1973 do lat 90. XX w. W „Expressie Ilustrowanym” zainicjowała cykl „Ludzie sztuki” oraz była autorką konkursu o „Złotą paletę”, skierowanego do młodych plastyków amatorów z Łodzi i województwa łódzkiego. Przez 13 lat pracowała jako rzecznik prasowy Muzeum Sztuki w Łodzi.
Została pochowana 25 października 2016 na cmentarzu Zarzew w Łodzi (kw. 102, kolumbarium).

## Odznaczenia
- Srebrny Krzyż Zasługi,
- Złoty Krzyż Zasługi,
- Honorowa Odznaka Miasta Łodzi,
- Odznaka „Zasłużony Działacz Kultury”,
- Odznaka Towarzystwa Przyjaciół Sztuk Pięknych[3].